# プリンス・オブ・ペルシャシリーズ
『プリンス・オブ・ペルシャ』 シリーズ (Prince of Persia series) は、 ジョーダン・メックナーが1989年に生んだコンピュータゲーム『プリンス・オブ・ペルシャ』を始祖とする作品群である。 『PoP』、『プリペル』と略される。
中世のペルシャが舞台のアラビアンナイト的な世界観で、主人公であるプリンスが様々な罠の仕掛けられた迷宮を冒険するアクションアドベンチャーゲームである。初期2作はサイドビューの2Dアクションゲームだが、3作目以降は3Dアクションアドベンチャーゲームになっており、スピンオフ作品を含めると10作以上も展開されている。

## 開発会社・販売会社
ゲームは、いくつかの異なる企業によって開発および販売されている。
シリーズの最初の2作品、 『プリンス・オブ・ペルシャ』と『プリンス・オブ・ペルシャ2』はブローダーバンドから発売された。
3Dコンピュータグラフィックスを最初に使用した『プリンス・オブ・ペルシャ3D』は、 レッドオーブエンターテイメントが開発しザ ラーニングカンパニーがPCで発売した。また、アヴァランチソフトウェアが開発しマテルインタラクティブがドリームキャスト版『Prince of Persia / Arabian Nights』を発売した。
ユービーアイソフトは、2003年の『プリンス・オブ・ペルシャ 時間の砂』から5作品に渡りシリーズ本編作品の開発と販売を続けている。 シリーズは、ユービーアイソフトによる買収以来、2回リブートされており、原作者のジョーダン・メックナー自身が脚本を書いた 『プリンス・オブ・ペルシャ：時間の砂』 はウォルト・ディズニー・ピクチャーズ によって2010年に映画が公開された。この他にも『プリンス・オブ・ペルシャ：グラフィックノベル』やレゴシリーズの『レゴ・プリンス・オブ・ペルシャ』といった玩具も展開されている。
ゲーム『アサシン クリードシリーズ』は、当初『7'Prince Of Persia: Assassin』というタイトルで、精神的続編の側面がある。

## ゲーム
| 1989 | プリンス・オブ・ペルシャ                   |
| 1990 |                                            |
| 1991 |                                            |
| 1992 |                                            |
| 1993 | プリンス・オブ・ペルシャ2                  |
| 1994 |                                            |
| 1995 |                                            |
| 1996 |                                            |
| 1997 |                                            |
| 1998 |                                            |
| 1999 | プリンス・オブ・ペルシャ3D                 |
| 2000 |                                            |
| 2001 |                                            |
| 2002 | Prince of Persia: Harem Adventures         |
| 2003 | プリンス・オブ・ペルシャ 時間の砂          |
| 2004 | プリンス・オブ・ペルシャ ケンシノココロ    |
| 2005 | プリンス・オブ・ペルシャ 二つの魂          |
| 2005 | Battles of Prince of Persia                |
| 2006 |                                            |
| 2007 | プリンス・オブ・ペルシャ クラシック        |
| 2008 | プリンス・オブ・ペルシャ                   |
| 2008 | Prince of Persia: The Fallen King          |
| 2009 |                                            |
| 2010 | プリンス・オブ・ペルシャ 忘却の砂          |
| 2011 |                                            |
| 2012 |                                            |
| 2013 | The Shadow and the Flame (リメイク)        |
| 2014 |                                            |
| 2015 |                                            |
| 2016 |                                            |
| 2017 |                                            |
| 2018 | プリンス・オブ・ペルシャ・エスケーブ       |
| 2019 |                                            |
| 2020 |                                            |
| 2021 | プリンス・オブ・ペルシャ 時間の砂 リメイク |
| 2022 |                                            |
| 2023 |                                            |
| 2024 | プリンス・オブ・ペルシャ 失われた王冠      |

### 初期三部作
シリーズの最初のゲーム『プリンス・オブ・ペルシャ』(Prince of Persia) はジョーダン・メックナーが『カラテカ』のリリースで成功した後に制作された。『千夜一夜物語』、『レイダース』、『ロビンフッドの冒険』などの作品から影響を受けている。悪の魔術師ジャファーによって囚われたペルシャの姫を2時間以内に救出するというストーリーである。
主人公のキャラクターアニメーションはメックナーが弟を撮影した映像を元にロトスコープと呼ばれる技術を利用して制作された。当時のコンピュータゲームとしては非常に滑らかな動きで高い評価を得た。Apple II、Amiga、PC-98、PCエンジン、ゲームボーイ、スーパーファミコン、メガドライブなど20種類以上のプラットフォームに移植され、合計200万本を超える大ヒット作となった。
しかし、メックナーは映画に興味があったため、ニューヨーク大学の映画部門に入学して短編映画を制作し、その後ようやく『プリンス・オブ・ペルシャ2』 (Prince of Persia 2: The Shadow and the Flame) の制作に取り掛かった。『PoP2』はメックナーの監督の下、ブローダーバンド社内で開発され1993年に発売された。ジャファーを倒し、姫を救った功績で王子になったものの、舞い戻ったジャファーによって再び追われることになった王子の冒険が描かれる。このゲームは、前作と同様に高い評価と売上を獲得した（ただし日本では少数のプラットフォームでしか発売されておらず、海外ほどの知名度は無い）。
1998年6月にブローダーバンドはザ ラーニングカンパニーによって買収され、さらに同年12月にはマテルインタラクティブによって買収された。1999年にシリーズ第3作でシリーズ初の3D作品となる『プリンス・オブ・ペルシャ3D』 (Prince of Persia 3D) がブローダーバンドのレッドオーブレーベルでリリースされた。 PCでリリースされたものの、バグが多いと多くのユーザーから批判され商業的にも失敗となった。
2000年に、ザ ラーニングカンパニーは、『プリンス・オブ・ペルシャ』の権利ごとユービーアイソフトに売却された。

### 時間の砂シリーズ
『プリンス・オブ・ペルシャ』の 知的財産権を所有していたメックナーは、『プリンス・オブ・ペルシャ3D』の失敗後は新作に対して消極的だったが、シリーズのリブート作品となる『プリンス・オブ・ペルシャ 時間の砂』 (Prince of Persia: The Sands of Time) でユービーアイソフトと協力して作品の開発を行い、金子孝弘がプロデューサーを務めた。2003年に発売された。この開発チームは『スプリンターセル』の開発スタッフで、3Dアクションゲームでは実績があった。新生『プリンス・オブ・ペルシャ』の目標は、アクションアドベンチャーのジャンルに新しい命を吹き込むことだった。ストーリーは永遠の命が手に入る「時間の砂」を巡って展開される。ゲームシステム的には時間を巻き戻すことで操作のミスをやり直せる「時間のダガー」が追加された。この作品は成功し、シリーズ化されることになった。
メックナー氏は2004年に発売されたシリーズ第2作『プリンス・オブ・ペルシャ ケンシノココロ』 (Prince of Persia: Warrior Within) の制作には参加せず、暗い雰囲気と暴力レベルの高さを魅力的ではないとコメントした。こうした変更については批評家からは賛否両論だったが、販売は好調だった。
2005年にはシリーズ第3作『プリンス・オブ・ペルシャ 二つの魂』 (Prince of Persia: The Two Thrones) が発売された。『二つの魂』の開発者とアーティストは、 『時間の砂』の明るく漫画的なトーンと、『ケンシノココロ』のグリットなメディアとの間でバランスを取ろうとした。
『時間の砂』三部作は一旦は完結し、2008年11月に新シリーズの第1作となる『プリンス・オブ・ペルシャ』が発売された（後述）。しかし、この作品は1作だけで続編は発売されなかった。
2010年5月には『時間の砂』と『ケンシノココロ』の物語の間に相当する「時間の砂」シリーズ4作目の『プリンス・オブ・ペルシャ 忘却の砂』 (Prince of Persia: The Forgotten Sands) が発売された。2010年5月に公開されたシリーズ初の映画化作品である『プリンス・オブ・ペルシャ/時間の砂』の関連作であることを意識して命名されている。

#### トリロジーコレクション
『プリンス・オブ・ペルシャ・トリロジー』（リマスター版のタイトル画面では『プリンス・オブ・ペルシャ・トリロジー3D』）は、 クラシックHDシリーズの一部としてPlayStation 2で発売され、その後PlayStation 3でリリースされた『時間の砂』三部作のコレクションである。
以前にPlayStation 2とWindowsでリリースされた『時間の砂』『ケンシノココロ』『二つの魂』が収録されている。
3D立体視映像およびトロフィーに対応しPlayStation 3用にHD高解像度でリマスターされ、1枚のBlu-rayディスクに収録されている。PlayStation 2コレクションは、2006年10月27日にヨーロッパでリリースされた。2010年11月19日にPAL地域のBlu-rayでリマスターされたコレクションがリリースされた。
北米では、3つのゲームはもともとPlayStation Storeでダウンロード専用タイトルとして個別にリリースされていた。 最初の『時間の砂』は2010年11月16日にリリースされ、他の2つのゲームは2010年12月に発売された。Blu-ray版は2011年4月19日に発売された。

### スピンオフ、リメイク、モバイルゲーム

#### バトル・オブ・プリンス・オブ・ペルシャ
シリーズの最初のスピンオフは、『二つの魂』と並行して開発された。ニンテンドーDS用ソフトの『バトル・オブ・プリンス・オブ・ペルシャ』はリアルタイムの戦略ゲームで、 『時間の砂』と『ケンシノココロ』の間に設定されている。しかし、批評家からは平凡だと評価された。

#### プリンス・オブ・ペルシャ (2008年版)
2006年、コンセプトデザインはフランチャイズの別のエントリにヒントを与えた。『プリンス・オブ・ペルシャ』は2008年に発表され、ユービーアイはシリーズのリブートとしてマーケティングを行い、そのレベルとバトルデザイン1989年版のシリーズ第1作を思い起こさせる。ゲームは2008年12月に発売され、ほとんどのビデオゲーム販売店から好意的なレビューを受け、売り上げも好調だった。

#### プリンス・オブ・ペルシャ フォールンキング
2008年にリリースされたシリーズ本編のゲームと並行して、ユービーアイソフトのカサブランカ支社は、『Prince of Persia: The Fallen King』と題した、ニンテンドーDS用の作品をリリースした。この作品は本編と同時にリリースされた。

#### プリンス・オブ・ペルシャ クラシック
2007年にゲームロフトとユービーアイソフトは『プリンス・オブ・ペルシャ クラシック』 (Prince of Persia Classic) をリリースした。これは、 Xbox 360（XBLA） 、 PlayStation 3（PSN） 、 iOS 、 Android iOS用の初代『プリンス・オブ・ペルシャ』のリメイク作品である。ビジュアルスタイルは『プリンス・オブ・ペルシャ 時間の砂』に似たものにアップグレードされ、プリンスには戦闘中にロール、バックフリップ、ウォールジャンプ、短時間の停止などのアクションが追加されている。 ただし、基本的なゲームシステムは原作と同じで、1時間以内にジャファーを倒し、多くのトラップに気をつけて遭遇した敵を倒すというものである。

#### プリンス・オブ・ペルシャ ハーレムアドベンチャー
ゲームロフトによって開発されたJava ME モバイルゲームは数多くある。一部は2Dグラフィックを備えた古いPCまたはコンソールタイトルに基づいており、その他は大まかに現代のゲームに基づいているが、技術上の制約により2Dグラフィックとさまざまなゲームプレイを備えている。 ゲームロフトは、iPhoneとiPadの両方に対応するいくつかのポートも開発した。ゲームロフトによる最初のスピンオフは、2003年にJavaME用にリリースされた『Prince of Persia：Harem Adventures』である。 2007年にオリジナルの『プリンス・オブ・ペルシャ』のHDリメイクを開発し、その続編の『The Shadow and the Flame』を2013年7月に開発した。

#### プリンス・オブ・ペルシャ：エスケープ
2018年9月27日、 ユービーアイソフトはその実体であるKetchappのバナーの下で、iOSとAndroid向けのモバイルゲームである『Prince of Persia：Escape』をリリースした。 これは、さまざまなレベルで構成された「ランナー」ゲームであり、プレイヤーは過去のゲームの衣装で主人公をカスタマイズできる。 キャメロンボールドはポケットゲーマーのレビューを行い、 『プリンス・オブ・ペルシャ：エスケープ』を「過度の貪欲のせいで押しつぶされた無作法なゲーム」と呼んだ。

### 未来
2012年に、オシリスというタイトルのプロジェクトからリークされた画像は、次の『プリンス・オブ・ペルシャ』のタイトルであると予想された。ジョーダン・メックナーは画像が『プリンス・オブ・ペルシャ』のゲームからのものではないと彼のツイッターアカウントにもコメントした。1年後の2013年、 ユービーアイソフト・モントリオールの CEOであるYannis Mallat氏は、このフランチャイズは「一時停止」されていると語り、「私たちに何か見せたいものがあればすぐに」と語った。 その後数か月で、ユービーアイは『プリンス・オブ・ペルシャ』を含む複数のフランチャイズで次世代のエントリーを計画または検討していたことを確認しました。2012年にユービーアイモントリオールスタジオのアーティストによってアップロードされたが、2020年にようやく発見された動画には、Windows、PlayStation 3、およびXbox 360向けにリリースされる予定だった『プリンス・オブ・ペルシャ・リデンプション』というタイトルのゲームプレイトレーラーだった。当時ユービーアイのアニメーターだったジョナサン・クーパーによると、トレーラーはゲームのコンセプトを売り込むために使用されたKhai Nguyenによって作成されたタイトルの計画されたゲームプレイのモックアップであると述べた。 ピッチトレーラーでの作業は、『アサシン クリード III』と同様のトレーラーを準備するために使用されたが、その後、開発が進行することはなかった。

## 関連作品

### グラフィックノベル
ジョーダン・メックナーは、2007年にグラフィックノベルのストーリーの執筆を終えた。 小説はAB Sinaによって書かれ、Alex PuvillandとLeUyen Phamによって描かれた。 これは、2008年秋にFirst Second Booksによってリリースされた。物語は、9世紀と13世紀の間をジャンプする2人の王子に続く。シリーズ作品ではあるが、設定はゲーム作品や映画版とは無関係となっている。

### プリンスオブペルシャ：砂嵐の前
サンドストームの前は 、長編映画の直接の前編と後編の両方として機能し、一部のキャラクターの動機と背景を説明する2010年のワンショットコミックです。 ディズニープレスが発行し、ジョーダン・メックナーがトッド・マクファーレン 、ニコヘンリコン、 デビッドロペス 、 バーナードチャンのイラストを使用して執筆しました。

## 評価

### 受賞
『プリンス・オブ・ペルシャ』シリーズの成功により、 ギネス世界記録は「ギネス世界記録：ゲーマーズエディション2008」のシリーズ6世界記録を獲得した。これらのレコードには、ビデオゲームの最初のモーションキャプチャアニメーションと、PS2およびXboxの最高評価のプラットフォーマーが含まれる。

### 影響

#### 音楽
韓国のシンガーソングライター、 キム・クァンジンは、オリジナルの『プリンス・オブ・ペルシャ』のストーリーからインスピレーションを得た歌詞で、「マジック・キャッスル」の曲をリリースした 。

#### 小説
1992年には、ロシアの作家ヴィクトル・ペレーヴィンは『ゴスプランの王子さま』という短編小説を収録した『中部ロシアにおける人間狼の問題』という本を書いた。 このストーリーはゲームから影響を受けている。物語の主人公は、現実世界とビデオゲームの混合現実に住んでいて、「プリンス・オブ・ペルシャ」として自分自身を識別している。 彼は自分の人生が本物なのか、それともコンピューターのディスプレイで見ているだけなのかを理解しようとする。

#### ゲーム
『トゥームレイダー』のゲームプレイの感触は、オリジナルの『プリンス・オブ・ペルシャ』の感触を呼び起こすことを意図したものだった。
『アサシン クリードシリーズ』シリーズは、 『プリンス・オブ・ペルシャ 時間の砂』のアイディアから生まれた。『時間の砂』が成功したことから、ユービーアイソフトはPlayStation 3とXbox 360用の続編の開発をモントリオールスタジオに依頼した。 モントリオールチームは、『時間の砂』のゲームシステムにオープンワールドゲームとしてのアプローチ取り入れ、処理能力の向上を利用して、より広大なマップで、より多くのキャラクターを登場させることを決定した。 物語としてはプリンスではなく、別のキャラクターを主人公にすることを考えていた。アラムートの秘密結社や暗殺教団の伝説から、アサシンに焦点を合わせることになった。当初はプリンスのボディーガードのアサシンを主人公にして、『プリンス・オブ・ペルシャ：アサシン』というタイトルで開発を進めていたが、最終的には『アサシン クリード』というオリジナルのタイトルとしてリリースされることになった。「アニムス」デバイスを使用すると、プレイヤーがミッションに失敗した場合の報告など、ゲームプレイの特定の側面を、『時間の砂』で行ったのと同じ方法で説明できる。